# Riskhantering

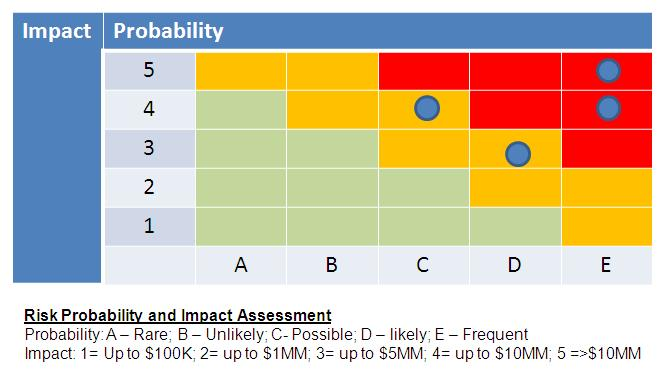
Ett exempel på riskhanteringsdiagram från en övning.

Riskhantering (engelska: risk management) är ett samlingsnamn för den verksamhet som på ett systematiskt sätt inventerar, analyserar och hanterar olika typer av risker i en verksamhet eller organisation. Detta syftar till att minimera potentiella utfalls negativa påverkan på en verksamheten eller organisationen. Syftet är att  skydda verksamhetens och/eller organisationens resurser, mål och värden samt att skapa stabilitet och ökad förutsägbarhet.

## Historik
Begreppet myntades på 1950-talet i USA. Den amerikanska försäkringsbranschen hade länge haft problem med höga utbetalningar och låga intäkter från premier och självrisker. I Sverige lanserades uttrycket av Statsföretags Gustaf Hamilton på 1970-talet.

### Sverige
- Gustaf Hamilton: Risk management - vad är det?, ISBN 91-44-41121-9 (1977)
- Gustaf Hamilton: Detta är risk management, ISBN 91-44-44281-5 (1985)
- Gustaf Hamilton: Risk management 2000, ISBN 91-44-00082-0 (1996)
- Anja Djuric: Guide till riskhantering i projekt, (2017)
- Göran Grimvall, Olof Lindgren: Risker och riskbedömning, Lund: Studentlitteratur, 1995 ISBN 91-44-46871-7
- ”Handbok för riskanalys”. Räddningsverket. https://www.msb.se/ribdata/filer/pdf/18458.pdf. Läst 29 april 2020.